# Danh sách cầu thủ tham dự Giải vô địch bóng đá nữ châu Âu 1991
Đây là danh sách đội hình các đội bóng tham dự Giải vô địch bóng đá nữ châu Âu 1991.
Cầu thủ được đánh dấu (c) là đội trưởng của đội tuyển quốc gia đó.

## Đan Mạch
Huấn luyện viên:  Keld Gantzhorn
| Số | Vt | Cầu thủ            | Ngày sinh (tuổi)           | Số trận | Câu lạc bộ |
| -- | -- | ------------------ | -------------------------- | ------- | ---------- |
|    | TM | Helle Bjerregaard  | 21 tháng 6, 1968 (23 tuổi) |         | Rødovre BK |
|    | HV | Ulla Christensen   | 4 tháng 11, 1965 (25 tuổi) |         |            |
|    | HV | Jannie Hansen      | 6 tháng 10, 1963 (27 tuổi) |         | Rødovre BK |
|    | HV | Tina Jensen        | 7 tháng 4, 1970 (21 tuổi)  |         |            |
|    | HV | Alice Larsen       | 11 tháng 1, 1968 (23 tuổi) |         |            |
|    | HV | Bonny Madsen       | 10 tháng 8, 1967 (23 tuổi) |         | Malmö FF   |
|    | HV | Mette Nielsen      | 15 tháng 6, 1964 (27 tuổi) |         | Vorup FB   |
|    | HV | Helle Rotbøll      | 8 tháng 10, 1963 (27 tuổi) |         | HEI Aarhus |
|    | HV | Karina Sefron (c)  | 2 tháng 7, 1967 (24 tuổi)  |         | Malmö FF   |
|    | TV | Lotte Bagge        | 21 tháng 5, 1968 (23 tuổi) |         | B 1909     |
|    | TV | Marianne Jacobsen  | 1 tháng 1, 1965 (26 tuổi)  |         |            |
|    | TV | Marianne Jensen    | 14 tháng 1, 1970 (21 tuổi) |         | HEI Aarhus |
|    | TV | Lisbet Kolding     | 6 tháng 4, 1965 (26 tuổi)  |         | HEI Aarhus |
|    | TV | Pernille Obel      | 25 tháng 4, 1966 (25 tuổi) |         |            |
|    | TV | Irene Stelling     | 25 tháng 7, 1971 (19 tuổi) |         | HEI Aarhus |
|    | TĐ | Annie Gam-Pedersen | 5 tháng 7, 1965 (26 tuổi)  |         | Odense BK  |
|    | TĐ | Helle Jensen       | 23 tháng 3, 1969 (22 tuổi) |         | B 1909     |
|    | TĐ | Annette Thychosen  | 30 tháng 8, 1968 (22 tuổi) |         | Odense BK  |

## Đức
Huấn luyện viên:  Gero Bisanz
| Số | Vt | Cầu thủ            | Ngày sinh (tuổi)            | Số trận | Câu lạc bộ              |
| -- | -- | ------------------ | --------------------------- | ------- | ----------------------- |
|    | TM | Marion Isbert      | 25 tháng 2, 1964 (27 tuổi)  |         | TSV Siegen              |
|    | HV | Roswitha Bindl     | 14 tháng 1, 1965 (26 tuổi)  |         | Wacker München          |
|    | HV | Frauke Kuhlmann    | 27 tháng 9, 1966 (24 tuổi)  |         | Schmalfelder SV         |
|    | HV | Jutta Nardenbach   | 13 tháng 8, 1968 (22 tuổi)  |         | TSV Siegen              |
|    | HV | Sissy Raith        | 11 tháng 6, 1960 (31 tuổi)  |         |                         |
|    | HV | Dagmar Uebelhör    | 10 tháng 12, 1965 (25 tuổi) |         |                         |
|    | HV | Britta Unsleber    | 25 tháng 12, 1966 (24 tuổi) |         | FSV Frankfurt           |
|    | TV | Petra Damm         | 20 tháng 3, 1961 (30 tuổi)  |         | VfR Eintracht Wolfsburg |
|    | TV | Doris Fitschen     | 25 tháng 10, 1968 (22 tuổi) |         | VfR Eintracht Wolfsburg |
|    | TV | Ursula Lohn        | 7 tháng 11, 1966 (24 tuổi)  |         |                         |
|    | TV | Susanne Brück      | 30 tháng 11, 1972 (18 tuổi) |         |                         |
|    | TV | Martina Voss       | 22 tháng 12, 1967 (23 tuổi) |         | TSV Siegen              |
|    | TV | Sandra Hengst      | 12 tháng 4, 1973 (18 tuổi)  |         | KBC Duisburg            |
|    | TV | Bettina Wiegmann   | 7 tháng 10, 1971 (19 tuổi)  |         | Grün-Weiß Brauweiler    |
|    | TĐ | Katja Bornschein   | 16 tháng 3, 1973 (18 tuổi)  |         |                         |
|    | TĐ | Gudrun Gottschlich | 23 tháng 5, 1970 (21 tuổi)  |         | KBC Duisburg            |
|    | TĐ | Heidi Mohr         | 29 tháng 5, 1967 (24 tuổi)  |         | TuS Niederkirchen       |
|    | TĐ | Silvia Neid (c)    | 2 tháng 5, 1964 (27 tuổi)   |         | TSV Siegen              |

## Ý
Huấn luyện viên:  Sergio Guenza
| Số | Vt | Cầu thủ               | Ngày sinh (tuổi)            | Số trận | Câu lạc bộ     |
| -- | -- | --------------------- | --------------------------- | ------- | -------------- |
| 1  | TM | Giorgia Brenzan       | 21 tháng 8, 1967 (23 tuổi)  |         | Sassari        |
| 2  | HV | Paola Bonato          | 31 tháng 1, 1961 (30 tuổi)  |         | Reggiana       |
| 3  | HV | Marina Cordenons      | 12 tháng 1, 1969 (22 tuổi)  |         | Pordenone      |
| 4  | HV | Maura Furlotti        | 12 tháng 9, 1957 (33 tuổi)  |         | Lazio          |
| 5  | TV | Elisabetta Saldi      |                             |         |                |
| 6  | TV | Adele Marsiletti      | 7 tháng 11, 1964 (26 tuổi)  |         | Reggiana       |
| 7  | TĐ | Silvia Fiorini        | 24 tháng 12, 1969 (21 tuổi) |         | Firenze        |
| 8  | TV | Feriana Ferraguzzi    | 20 tháng 2, 1959 (32 tuổi)  |         | Standard Liège |
| 9  | TĐ | Carolina Morace (c)   | 5 tháng 2, 1964 (27 tuổi)   |         | Milan '82      |
| 10 | HV | Elisabetta Bavagnoli  | 3 tháng 9, 1963 (27 tuổi)   |         | Milan '82      |
| 11 | TĐ | Antonella Carta       | 1 tháng 3, 1967 (24 tuổi)   |         | Sassari        |
| 12 | TM | Stefania Antonini     | 10 tháng 10, 1970 (20 tuổi) |         | Reggiana       |
| 13 |    | Florinda Ciardi       | 29 tháng 8, 1970 (20 tuổi)  |         |                |
| 14 | TV | Fabiana Correra       | 1 tháng 10, 1967 (23 tuổi)  |         | Turris         |
| 15 | TV | Federica D'Astolfo    | 27 tháng 10, 1966 (24 tuổi) |         | Sassari        |
| 16 | HV | Emma Iozzelli         | 12 tháng 6, 1966 (25 tuổi)  |         | Reggiana       |
| 17 | TĐ | Anna Maria Migliaccio |                             |         |                |

## Na Uy
Huấn luyện viên:  Even Pellerud
| Số | Vt | Cầu thủ             | Ngày sinh (tuổi)            | Số trận | Câu lạc bộ        |
| -- | -- | ------------------- | --------------------------- | ------- | ----------------- |
|    | TM | Reidun Seth         | 9 tháng 6, 1966 (25 tuổi)   |         | GAIS              |
|    | HV | Gunn Nyborg         | 21 tháng 3, 1960 (31 tuổi)  |         | Asker             |
|    | HV | Trine Stenberg      | 6 tháng 12, 1969 (21 tuổi)  |         | Sandviken         |
|    | HV | Heidi Støre (c)     | 4 tháng 7, 1963 (28 tuổi)   |         | Sprint-Jeløy      |
|    | HV | Tina Svensson       | 16 tháng 11, 1966 (24 tuổi) |         | Asker             |
|    | TV | Lisbeth Bakken      | 24 tháng 10, 1967 (23 tuổi) |         | Sprint-Jeløy      |
|    | TV | Agnete Carlsen      | 15 tháng 1, 1971 (20 tuổi)  |         | Sprint-Jeløy      |
|    | TV | Gro Espeseth        | 30 tháng 10, 1972 (18 tuổi) |         | Sandviken         |
|    | TV | Tone Haugen         | 6 tháng 2, 1964 (27 tuổi)   |         | Trondheims-Ørn    |
|    | TV | Margunn Humlestøl   | 25 tháng 1, 1970 (21 tuổi)  |         | Asker             |
|    | TV | Hege Riise          | 18 tháng 7, 1969 (21 tuổi)  |         | Setskog/Høland FK |
|    | TV | Liv Strædet         | 21 tháng 10, 1964 (26 tuổi) |         | Sprint-Jeløy      |
|    | TV | Cathrine Zaborowski | 3 tháng 8, 1971 (19 tuổi)   |         | Asker             |
|    | TĐ | Ann Kristin Aarønes | 19 tháng 1, 1973 (18 tuổi)  |         | Spjelkavik        |
|    | TĐ | Birthe Hegstad      | 23 tháng 7, 1966 (24 tuổi)  |         | Klepp             |
|    | TĐ | Linda Medalen       | 17 tháng 6, 1965 (26 tuổi)  |         | Asker             |